# Alionoctula adamsi
Alionoctula adamsi is een vleermuis uit het geslacht Alionoctula die voorkomt in noordelijk Australië, op het schiereiland Kaap York en in het noorden van het Noordelijk Territorium. Door sommigen wordt deze soort tot A. tenuis gerekend. In oktober of november wordt een enkel jong geboren. Waarschijnlijk slaapt het dier in bomen.
De vacht is grijsbruin tot roestkleurig, aan de bovenkant wat donkerder dan aan de onderkant. De huid is bruin tot zwart. De oren zijn breed en rond. De kop-romplengte bedraagt 35 tot 44 mm, de staartlengte 28 tot 35 mm, de voorarmlengte 30 tot 32,5 mm, de oorlengte 8,5 tot 11,5 mm en het gewicht 3 tot 5 g.